# Cystoseira
Cystoseira és un gènere d'algues brunes en l'ordre fucales. Cystoseira és molt sensible a la contaminació de l'aigua i es pot utilitzar com a indicador biològic. Cystoseira es caracteritza tenir una estructura vertical molt marcada diferenciant-se les regions basals i apicals i la presència de pnuematocists encadenats (vesícules d'aire). En Cystoseira plantes velles tenen un eix principal allargat, i amb el temps les ramificacions laterals primàries s'allarguen proporcionalment. Les seves parts inferiors estan fortament aplanades en expansions "foliars" o "fulles" basals. Les regions fèrtils que porten conceptacles són coneguts com a receptacles. Aquests es troben normalment en les puntes de les "branques". Les seves regions basals i apicals són molt diferenciats. Tenen pnuematocists encadenats (vesícules d'aire). Les vesícules mantenien erecte l'organisme, causant que suri en corrents forts. Cystoseira és un dels gèneres més àmpliament distribuïts de l'ordre Fucales i proporciona un hàbitat essencial per a moltes epífites, invertebrats i peixos. Cystoseira es troba sobretot en les regions temperades de l'hemisferi nord, com el Mediterrani, Índic i Pacífic.

## Taxonomia
Les següents espècies estan enumerades al World Register of Marine Species:
- Cystoseira abies-marina(S.G.Gmelin) C.Agardh, 1820
- Cystoseira algeriensisFeldmann, 1945
- Cystoseira amentacea(C.Agardh) Bory de Saint-Vincent, 1832
- Cystoseira baccata(S.G.Gmelin) P.C.Silva, 1952
- Cystoseira barbata(Stackhouse) C.Agardh, 1820
- Cystoseira barbatulaKützing
- Cystoseira brachycarpaJ.Agardh, 1896
- Cystoseira compressa(Esper) Gerloff & Nizamuddin, 1975
- Cystoseira corniculata(Turner) Zanardini, 1841
- Cystoseira crassipes(Mertens ex Turner) C.Agardh, 1821
- Cystoseira crinitaDuby, 1830
- Cystoseira crinitophyllaErcegovic, 1952
- Cystoseira dubiaValiante
- Cystoseira elegansSauvageau, 1912
- Cystoseira foeniculacea(Linnaeus) Greville, 1830
- Cystoseira funkiiSchiffner ex Gerloff & Nizamuddin, 1976
- Cystoseira geminataC.Agardh, 1824
- Cystoseira hakodatensis(Yendo) Fensholt, 1952
- Cystoseira helveticaHeer, 1877
- Cystoseira humilisSchousboe ex Kützing, 1860
- Cystoseira hyblaeaG.Giaccone, 1985
- Cystoseira indica(Thivy & Doshi) Mairh, 1968
- Cystoseira jabukaeErcegovic, 1952
- Cystoseira mauritanicaSauvageau, 1911
- Cystoseira mediterraneaSauvageau, 1912
- Cystoseira montagneiJ.Agardh, 1842
- Cystoseira neglectaSetchell & N.L.Gardner, 1917
- Cystoseira nodicaulis(Withering) M.Roberts, 1967
- Cystoseira osmundacea(Turner) C.Agardh, 1820
- Cystoseira pelagosaeErcegovic, 1952
- Cystoseira planirameaSchiffner
- Cystoseira platycladaSauvageau, 1912
- Cystoseira rayssiaeE.Ramon, 2000
- Cystoseira sauvageauanaG.Hamel, 1939
- Cystoseira sauvageaueanaG.Hamel, 1939
- Cystoseira schiffneriG.Hamel, 1939
- Cystoseira sedoides(Desfontaines) C.Agardh, 1820
- Cystoseira selaginioides
- Cystoseira setchelliiN.L.Gardner, 1913
- Cystoseira sonderi(Kützing) Piccone
- Cystoseira spinosaSauvageau, 1912
- Cystoseira squarrosaDe Notaris, 1841
- Cystoseira susanensisNizamuddin, 1985
- Cystoseira tamariscifolia(Hudson) Papenfuss, 1950
- Cystoseira trinodis(Forsskål) C.Agardh, 1820
- Cystoseira usneoides(Linnaeus) M.Roberts, 1968
- Cystoseira wildpretiiNizamuddin, 1995
- Cystoseira wildprettiiNizamuddin
- Cystoseira zosteroidesC.Agardh, 1820